# Valeri Fokine
Valeri Vladimirovitch Fokine (Валерий Владимирович Фокин), né le 28 février 1946 à Moscou, est un metteur en scène, directeur de théâtre et réalisateur russe. Il est le directeur artistique du théâtre Alexandra de Saint-Pétersbourg et le président du centre Meyerhold de Moscou.

## Biographie
Après avoir terminé l'institut théâtral Chtchoukine en 1968, il commence à travailler comme metteur en scène au théâtre Sovremennik de Moscou et y demeure pendant quinze ans. Pendant les années 1970 et 1980, Fokine se fait un nom dans le monde théâtral russe dirigeant des œuvres tant au Sovremennik qu'au théâtre Ermolova,. En 1971, il met en scène Valentin et Valentina, de Mikhaïl Rochtchine,. En 1973, il dirige encore au théâtre Sovremennik les comédies Un incident avec un paginateur et Vingt minutes avec un ange. Fokine travaille aussi comme professeur à l'université russe des arts dramatiques de 1975 à 1979 et à l'école théâtrale de Cracovie de 1993 à 1994.
En 1985, il prend la direction et la gestion du théâtre Ermolova. Une de ses comédies de 1985, Parle! est la première œuvre théâtrale à prévoir la perte progressive du pouvoir de l'URSS et à l'arrivée d'un nouveau pouvoir politique, ce qui sera enclenché par la Perestroïka en juin 1987,. En 1989, Fokine est au centre d'une polémique alimentée par des critiques négatives de sa mise en scène de L'Idiot d'après Dostoïevski au théâtre Ermolova. Il quitte la direction du théâtre et part pour la Pologne et la Suisse en 1990 où il fait d'autres mises en scène.
Fokine est connu aussi pour avoir collaboré avec Vsevolod Meyerhold. En 1988, il est devenu président de la commission sur l'héritage créatif de Meyerhold et il fonde en 1991 le Centre Meyerhold, devenu une institution d'État en 1999

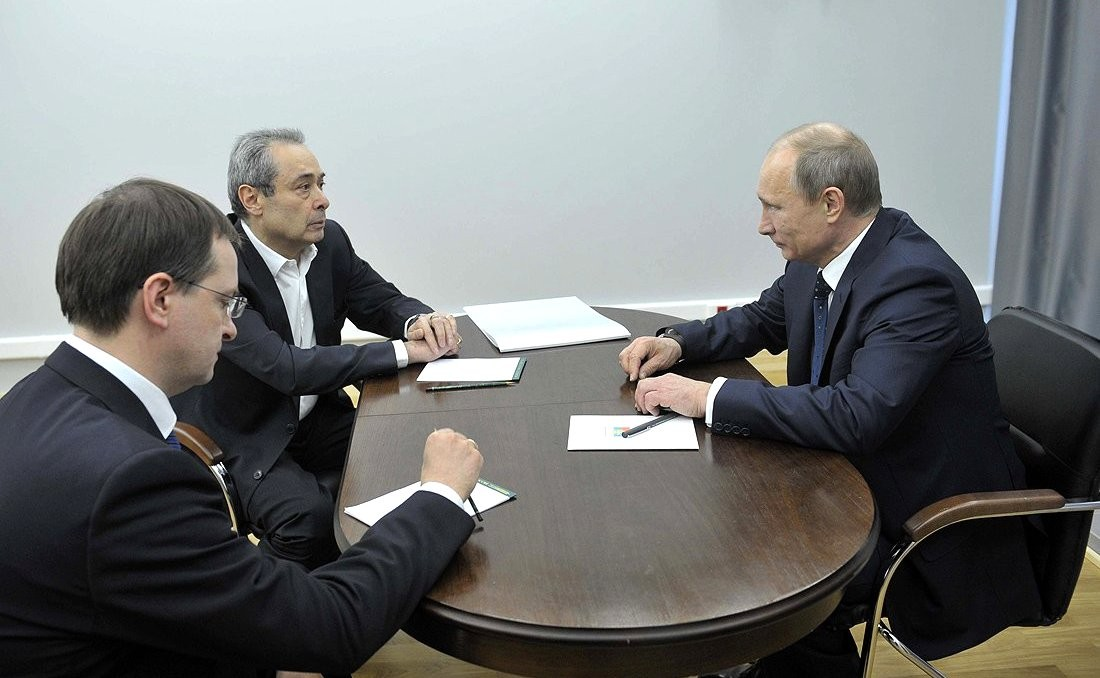
Vladimir Poutine, le ministre de la Culture Vladimir Medinski et Fokine au milieu.

En 1994, Fokine produit Une chambre d'hôtel dans la ville de N, spectacle basé sur le roman de Gogol, Les Âmes mortes. En 1995, La Métamorphose au théâtre Satiricon est saluée par la critique. Cette pièce est inspirée du roman de Franz Kafka qu'il adapte ensuite pour le cinéma en 2002; ce long métrage est projeté aux festivals de Tokyo et de Moscou. Sa mise en scène de Tatiana Repina de Tchekhov est remarquée au festival d'Avignon en 1998.
Fokine écrit et collabore à l'hebodmadaire russe Koultoura (Culture).

## Style
Fokine a mis en scène des pièces d'artistes du calibre de Nabokov, Vampilov, Rozov et Albee. Il est connu pour son utilisation de métaphores dramatiques et d'un certain pathos, il se base sur des événements et références historiques touchant la vie réelle et sa vie personnelle, reflétant une vision artitique du monde et une vérité parfois paradoxale. Fokine a dirigé des spectacles en Pologne, Hongrie, Allemagne, Finlande, Grèce, Suisse, Japon, France et États-Unis.

## Prix
Fokine a reçu de nombreux prix et distinctions au cours de sa carrière, dont artiste du peuple de la fédération de Russie en 1996. Le 28 février 2006, a reçu une décoration pour services rendus à Saint-Pétersbourg et est devenu cette même année membre honoraire du conseil présidentiel pour la culture et les arts. En 2008, une de ses producctions Le Mariage a obtenu un Masque d'or dans la catégorie meilleur metteur en scène et en 2018 il a reçu le Prix Europe pour le théâtre.

### Prix Europe pour le Théâtre - Premio Europa per il Teatro
En novembre 2018, il reçoit le XVIIe Prix Europe pour le théâtre à Saint-Pétersbourg. L'organisation du prix a déclaré :
«La profession est semblable à l’alphabet: plus vous êtes capable de l’utiliser, plus il vous permet de vous exprimer». Ce sont les mots de Valeri Fokine qui résument sa conception du théâtre et, encore plus précisément, celle de la mise en scène. Pour le célèbre artiste russe, diplômé du théâtre Chtchoukine et qui a exercé ses talents sur des scènes prestigieuses comme celles du théâtre Sovremennik et du théâtre Ermolova (dont il a également été directeur), le metteur en scène devrait être similaire à un polymath, un éclectique, un érudit, pour expérimenter les différentes formes de l’existence humaine et pouvoir les mettre en œuvre à travers la fiction scénique. Pour Valeri Fokine, le théâtre ne peut pas et ne doit pas se réduire à une simple activité de divertissement ou de promotion commerciale, mais doit servir d’expédient afin de permettre à l’artiste d’acquérir un bagage intérieur riche et bigarré. La nature polyédrique de Valeri Fokine est connue sur la scène théâtrale russe et internationale car il réussit magistralement à fondre l’ancien et le nouveau, la philosophie et la psyché, l’imagination et la technique. En outre, il est également renommé pour sa capacité à joindre les inspirations plus économiques, disons, avec les autres standards des œuvres théâtrales les plus célèbres. Il a été président de la Commission pour la préservation de l’héritage de Meyerhold, qui est devenu le Centre de création Meyerhold grâce au soutien du Syndicat des employés de théâtre russe et du Syndicat des architectes russes. À l’heure actuelle, Valeri Fokine est directeur artistique du théâtre Alexandrinsky de Saint-Pétersbourg et s’est mesuré à des œuvres d’artistes du calibre de Lermontov, Dostoïevski, Tolstoï et Gogol. Ses spectacles au théâtre Alexandrinsky ont été appréciés par la communauté russe et internationale. Depuis plusieurs années, le directeur tient des master class et enseigne en Russie et à l’étranger. Valeri Fokine reçoit cette année le XVIIe Prix Europe pour le Théâtre pour récompenser également ses conceptions révolutionnaires dans le domaine social et institutionnel.

## Filmographie partielle
- La Métamorphose (2002)
- Petrópolis (2022)[11]

## Famille
Il épouse en premières noces l'actrice Olga Barnet (1951-2021) avec qui il étudie à l'institut Chtchoukine, mais ce mariage ne dure pas longtemps. Il a deux fils d'autres épouses: Oreste né en 1978 et l'écrivain Kirill né en 1995.